# Djigoué (département)
Pour le village chef-lieu, voir Djigoué.
Djigoué est un département et une commune rurale de la province du Poni, situé dans la région du Sud-Ouest au Burkina Faso.
Le département comptabilisait 20 319 habitants en 2006.

## Villages
Le département et la commune de Djigoué est administrativement composé de vingt-huit villages, dont le village chef-lieu homonyme (données de population issues du recensement général de 2006) :
- Babrora (75 habitants)
- Badora (217 habitants)
- Bawé-Bininbom (1 024 habitants)
- Bawé-Dara (1 928 habitants)
- Birira (3 483 habitants)
- Bourio-Gan (223 habitants)
- Djatakoro (927 habitants)
- Djigoué (2 266 habitants), chef-lieu
- Dompo (195 habitants)
- Donkua (Namyaré) (636 habitants)
- Filakora (597 habitants)
- Gongomboulo (938 habitants)
- Hélintira (1 651 habitants)
- Kaléboukoura (293 habitants)
- Kankongno (404 habitants)
- Kankongo (505 habitants)
- Mampoura (929 habitants)
- Moulépo (306 habitants)
- Nahinéna (351 habitants)
- N'Donhira (161 habitants)
- Pokamboulo (602 habitants)
- Sarmassi-Gan (526 habitants)
- Sarmassi-Lobi (260 habitants)
- Terpo (599 habitants)
- Tiébon (Dimbo) (830 habitants)
- Tiwéra (273 habitants)